# Алемор
Алемор (рум. Alămor) — село у повіті Сібіу в Румунії. Входить до складу комуни Лоамнеш.
Село розташоване на відстані 233 км на північний захід від Бухареста, 19 км на північний захід від Сібіу, 99 км на південь від Клуж-Напоки, 128 км на захід від Брашова.

## Населення
За даними перепису населення 2002 року у селі проживали 954 особи.
Національний склад населення села:
| Національність | Кількість осіб | Відсоток |
| -------------- | -------------- | -------- |
| румуни         | 944            | 99,0%    |
| угорці         | 10             | 1,0%     |

Рідною мовою назвали:
| Мова      | Кількість осіб | Відсоток |
| --------- | -------------- | -------- |
| румунська | 944            | 99,0%    |
| угорська  | 10             | 1,0%     |